# Eddie Colman
 Der er for få eller ingen kildehenvisninger i denne artikel, hvilket er et problem. Du kan hjælpe ved at angive troværdige kilder til de påstande, som fremføres i artiklen.

Edward "Eddie" Colman (1. november 1936 i Salford – 6. februar 1958 i München) var en engelsk fodboldspiller og en af de otte Manchester United spillere der døde i Munchen flykatastrofen.
Colman blev født i Salford, Lancashire og kom til Manchester United's ungdomshold lige fra skolen i sommeren 1952. Han kom på førsteholdet i 1955–56 sæsonen. I løbet af de næste 2,5 år spillede han 107 førsteholdskampe, og scorede 2 mål, det andet mål kom i den første European Cup kvartfinale mod Røde Stjerne Beograd. 
Han var 21 år og 3 måneder, dermed var han den yngste der døde i München-ulykken.